# Заиковка (Харьков)
Заиковка (укр. Заїківка) — историческая местность в Харькове, граничащая c Москалёвкой и Левадой. 
Ограничена улицей Гольдберговской (б. Заиковской) на севере, Москалёвской на западе, рекой Лопань на юге и железнодорожными путями на востоке. Имеет преимущественно частный сектор застройки с вкраплением двух- и трёхэтажных дореволюционных домов характерной «купеческой» архитектуры.

## Достопримечательности

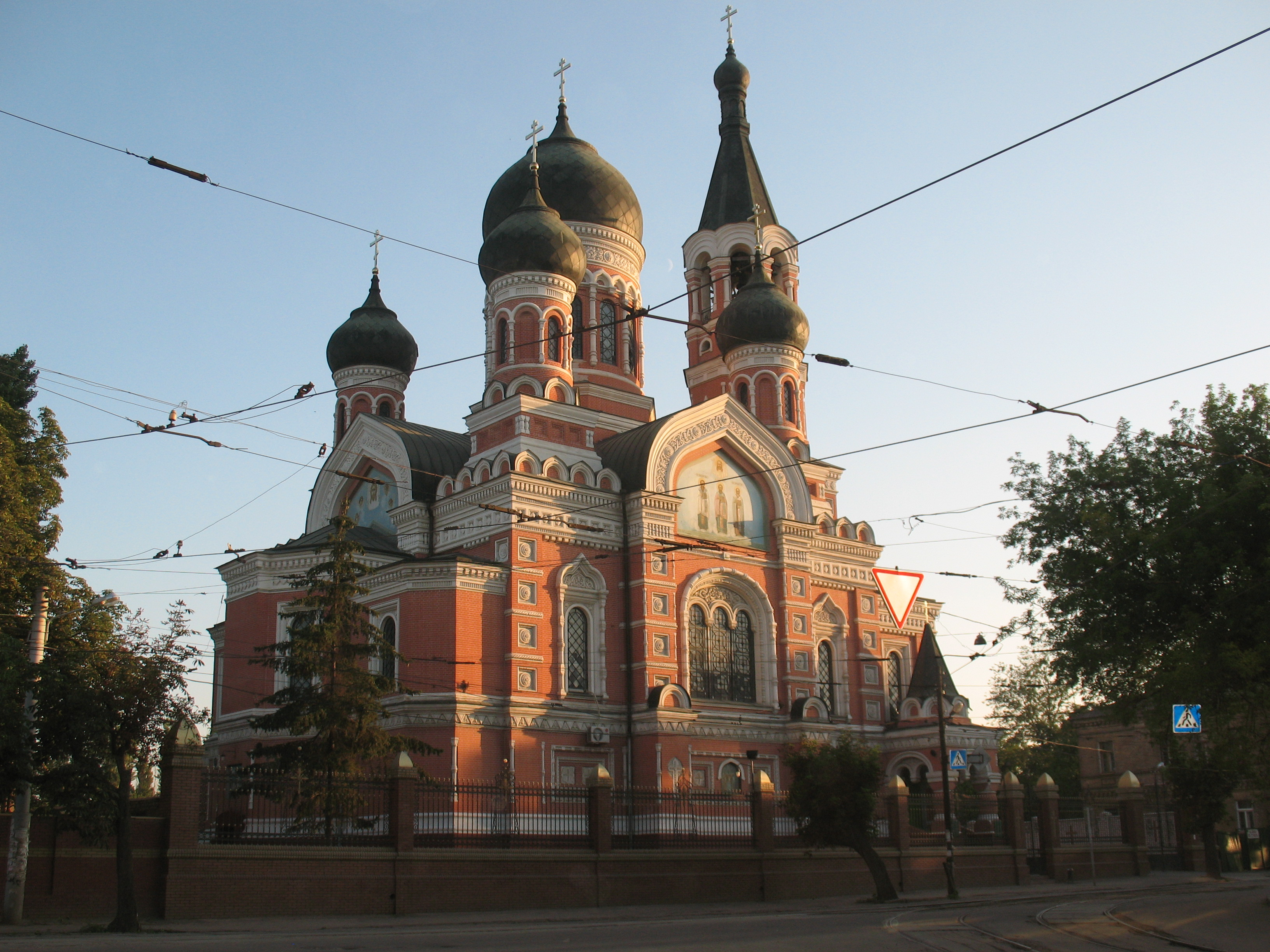
Трёхсвятительская церковь

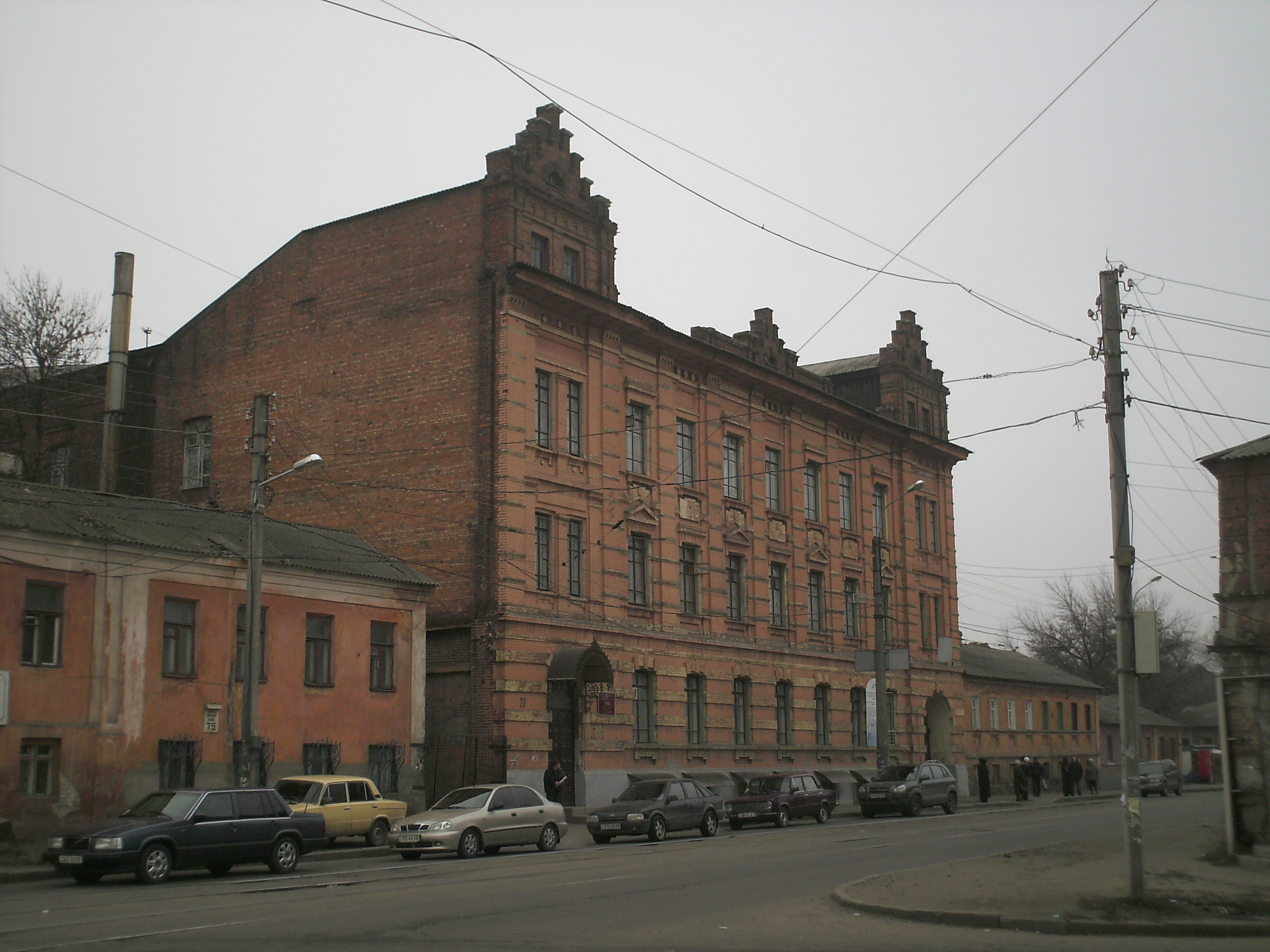
Харьковский техникум железнодорожного транспорта (разрушен российским авиаударом в ночь на 3.11.2023)

- Трёхсвятительская («Гольберговская») церковь
- Пожарная каланча 1887 года.
- Основянский мост через реку Лопань.
- Особняк Гольберга

## Транспорт
- Трамвай 3, 7 и 27 маршрута по улицам Москалёвской и Гольдберговской.
- Автобусы и маршрутные такси: 14 и 128э по улице Грековской, 211э по улице Гольдберговской.
- Район примыкает к территории железнодорожного вокзала пригородного сообщения «Левада».